# Pentax

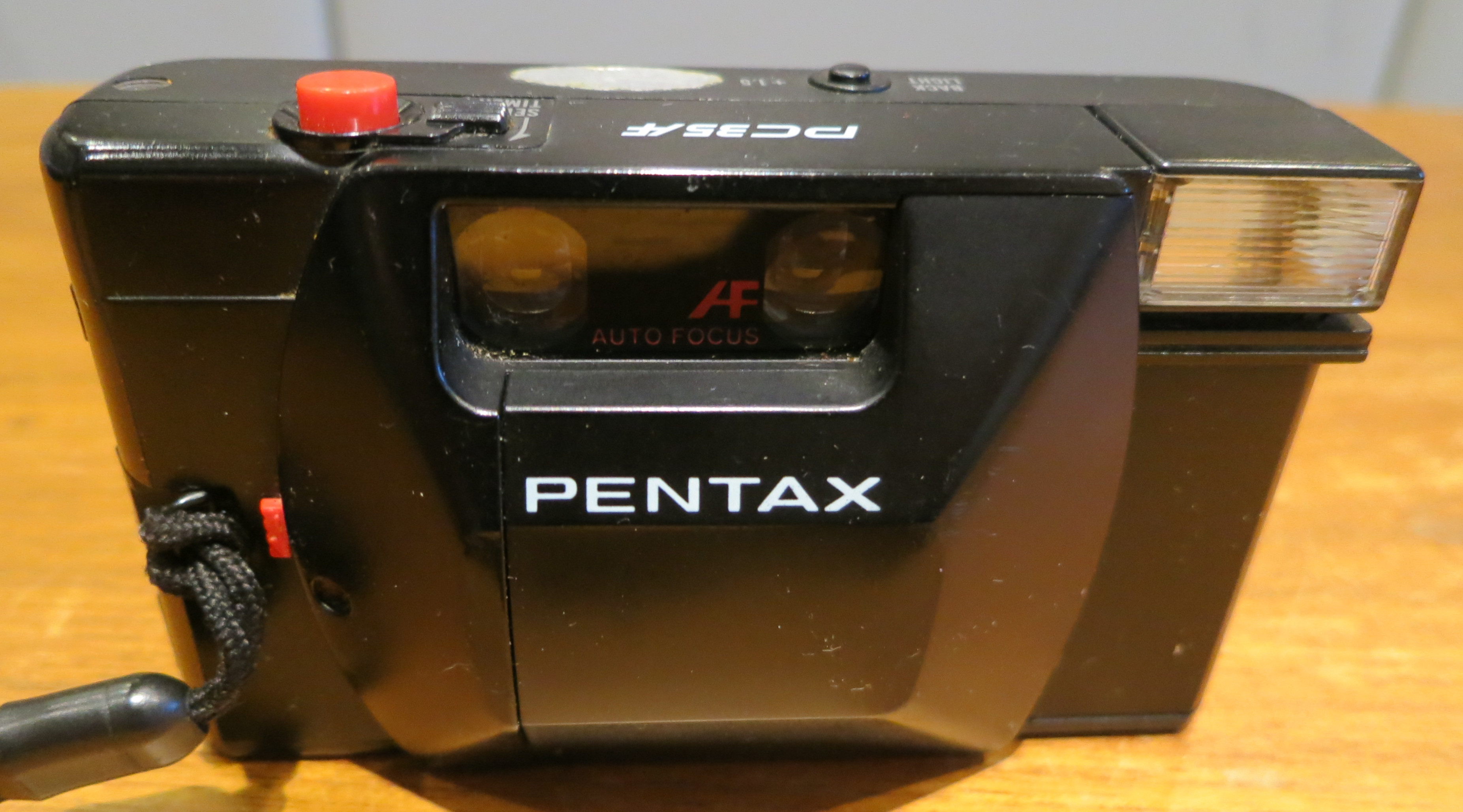
Pentax PC35AF

Pentax Corporation (ペンタックス 株式会社, Pentakkusu Kabushiki gaisha) é uma marca usada principalmente pela multinacional japonesa de imagem e eletrônica Ricoh para câmeras DSLR, lentes, óticas esportivas (incluindo binóculos e miras de rifle) e ótica de CFTV. A marca Pentax também é usada pela Hoya Corporation para produtos e serviços médicos, TI Asahi para instrumentos de levantamento, e Seiko Optical Products para certas lentes ópticas.

## Produtos
A corporação é mais conhecida por suas câmeras da marca "Pentax" , começando com a câmera reflex de lente única "Asahi Pentax" de 1957. A primeira série de câmeras da Asahi, a Asahiflexde 1952, foram as primeiras SLRs japonesas para filme de 35mm, e a Asahiflex IIB de 1954, a primeira SLR japonesa com espelho de retorno instantâneo. O próprio Asahi Pentax foi o primeiro SLR de pentaprisma fixo japonês. Em 1969 sob a submarca "Pentax 6x7", a empresa começou a produzir câmeras de médio formato 120 6x7cm. Em 1990, a empresa renomeou a submarca de "Pentax 6x7" para "Pentax 67". A empresa produziu câmeras Pentax 67 até 1999 e cessou a distribuição em 2002. O sucesso da série "Pentax" foi tal que o negócio acabou renomeando-se "Pentax Corporation" após a linha de produtos 35mm. Embora a corporação tenha se fundido com a Hoya Corporation, ela acabou sendo comprada pela Ricoh, que continua a desenvolver e comercializar câmeras digitais sob a marca Pentax. Atualmente, as DSLRs Pentax são fabricadas em Cebu, Filipinas, enquanto as lentes digitais Pentax são fabricadas em Hanói, Vietnã, sob a Pentax Ricoh Imaging Products.

## Subsidiárias

### Ásia
- Pentax Industrial Instruments Co., Ltd.
- Pentax Optotech Co., Ltd.
- Pentax Service, Co., Ltd.
- Pentax Fukushima Co., Ltd.
- Pentax Tohoku Co., Ltd.
- Pentax Trading (Shanghai) Co.,Ltd.
- Pentax (Shanghai) Corporation
- Pentax Hong Kong Ltd.
- Pentax Cebu Philippines Corporation
- Pentax VN Co., Ltd.

### Europa
- Pentax Europe GmbH
- Pentax U.K. Ltd.
- Pentax France S.A.
- Pentax Schweiz AG
- Pentax Scandinavia AB
- Pentax Nederland B.V.
- Pentax Europe n.v.

### América do Norte
- Pentax of America Inc. (Pentax Medical Company)
- Pentax of America Inc. (Pentax Imaging Company)
- Pentax of America Inc.
- Pentax Medical Company
- Pentax Imaging Company
- Microline Pentax Inc.
- Pentax Canada Inc.
- KayPentax (Pentax Medical Company)
- Pentax Teknologies.